# Tjampatszak tartomány
Tjampatszak (nemzetközi alakban Champasak) Laosz délkeleti részén található a kambodzsai és thai határ mellett.
Tjampatszak tartomány volt az egyik a három királyság közül, mely a Lan Szang királyság szétszakadása után létrejött. Ennek történelmi fővárosáról, Tjampatszakról kapta nevét a tartomány, de annak fővárosa ma már Paksze, ahol az ország harmadik hídja ível át a Mekongon.

## Közigazgatása
Tjampatszak tartomány a következő körzetekre oszlik:
1. Bachiangchaleunsook (16-03)
2. Khong (16-10)
3. Moonlapamok (16-09)
4. Paksze (16-01)
5. Pakszong (16-04)
6. Pathoomphone (16-05)
7. Phonthong (16-06)
8. Szanaszomboon (16-02)
9. Szukhuma (16-08
10. Tjampatszak (16-07)